# Стивен Хејлс
Стивен Хејлс (енгл. Stephen Hales; Бексборн Кент, 17. септембар 1677 — Тедингтон, 4. јануар 1761) је био енглески физиолог, хемичар и проналазач, који се највише бавио проучавањем улоге ваздуха и воде у животу биљног и животињског света. Хејлс је дао тачан приказ кретања воде у биљкама, и доказао да користе ваздух. Он је такође након открића опасности од удисања „устајалог ваздух“, конструисао је вентилатор који је значајно смањио стопу смртности код запослених на бродовима, у болницама и затворима.
Сматра се да је значајно допринео развоју пнеуматске хемије, а посебно развоју пнеуматских апарата за прикупљање гасова који се генеришу у лабораторијским експериментима. Један од Хејлсових важнијих изума су и хируршке хватаљке.

## Живот и каријера
Стивен Хејлс је крштен 20. септембра 1677. као шесто од једанаесторо деце, и најмлађи син, Томаса Хејлса, најстаријег сина сер Роберта Хејлса (витеза Чарлса II) и Марије, ћерке и наследнице Erbin von Richard Wood-а.
Мало се зна Хејлсовом детињству, осим да је у Кенсингтону и Орпингтону започео основно образовање. После преране смрти његовог оца бригу о Хејлсу преузео је његов деда, сер Роберт Хејлс, који је младог Стивена уписао у јуну 1696. на колеџ Свети Бенедикт на Универзитету у Кембриџу на студије теологије са циљем да постане свештеник англиканске цркве. Након завршетка прве фазе студије 1699. Хејлс је у фебруару 1703. завршио студије теологије постао ђакон.
У 43. години, Хејлс се оженио са Мери Њуз, која је умрла годину дана касније, највероватније током порођаја.
Стивен Хејлс је преминуо после кратке болести у 84. години живота. На његов захтев, сахрањен је у подножју новог звоника у Тедингтону у цркви у којој је радио до краја живота.

## Дело
Хејлс је назван првим потпуно дедуктивним и квантитативним научником о биљкама. Направио је многа значајна открића у вези са циркулацијом животиња и биљака.  Халес је мерио раст биљака и осмислио иновативне методе за анализу и тумачење ових мерења.
Хејлсов најоригиналнији допринос био је примене такозване статичке методе коју су он и други користили на животињама за биљне примерке. Основа за статичку методу било је веровање да је разумевање живих организама могуће само кроз прецизна мерења њихових улаза и излаза. Стога би начин разумевања људског бића био мерење течности и других материјала који су ушли и изашли из њега. У случају дрвета, статистичар би измерио промене у количини и квалитету воде коју је конзумирао и сока који је садржавао.
Године 1706, под утицајем нове механике Исака Њутна, Хејлс је покушао да открије механизам који контролише крвни притисак животиња, експериментишући на узорцима паса. 
У исто време, Хејлс је имао идеју да би циркулација сока у биљкама могла бити слична циркулацији крви код људи и животиња. Док је истраживао циркулацију животиња, Хејлс је постајао све заинтересованији за циркулацију биљака. Касније је у својој књизи Vegetable Staticks у којој је описо своје прве експерименте са циркулацијом, навео: „Желео сам да сам могао да направим сличне експерименте како бих открио снагу сока у поврћу.
Међу Хејлсовим савременицима је преовладавало мишљење да је кретање биљног сока слично циркулацији људске крви, што је открио Вилијам Харви 1628. године погрешна теорија, јер је Хејлс уместо тога, демонстрирао константно упијање (апсорпцију) воде од стране биљака и стални губитак воде кроз транспирацију (испаравање у ваздух). Полазећи од овог принципа, Хејлс је направио многе тачне и прецизне експерименте користећи тегове и мере. Све је то понављао користећи различите врсте биљака (врбе и пузавице, на пример) да би потврдио своје закључке. Тако је од својих почетака као физиолога, Хејлс је као свестрани научник наставио да ствара механику кретања воде.
У знак признања за његова открића три рода дрвећа (Halesia) је названо по њему.

## Критике
О делу Стивена Хејлса најбоље говоре речи добитника Нобелове награде за медицину Вернера Форсмана (Werner Forssmann) који је у свом говору одржаном 1956. између осталог реко:

Прву катетеризацију срца на живим животињама у експерименталне сврхе извео је енглески свештеник, велечасни Стивен Хејлс. знатижељни лаик, који је то извршио у Тордингтону 1710, 53 године након смрти Вилијама Харвија (1578 — 1657), који је први прецизно дефинисао капацитете срца. Хејлс је изазивао крварење у овце. до смрти, а затим у постављеној цеви у крвном суду врата утврдио да је срце овце још извесно време радило. Он је такође пунио шупљине срчаних комора растопљеним воском, а затим мерио обим срца и минутни волумен срца, које је израчунавао мерењем пулса. Поред тога, Стивен Хејлс је такође био први, у 1727, који је детерминисао вредности артеријског крвног притиска, који је мерио растом колоничине крви у стакленој цеви повезаној за артерије..